# 1852 au théâtre
| Années du théâtre : 1849 - 1850 - 1851 - 1852 - 1853 - 1854 - 1855    |
| Décennies du théâtre : 1820 - 1830 - 1840 - 1850 - 1860 - 1870 - 1880 |

## Pièces de théâtre publiées
- La Première maîtresse d'Édouard Brisebarre et Couailhac (édition Viala).

## Pièces de théâtre représentées
2 mars : La Dame aux Cobéas, parodie-vaudeville des Frères Cogniard, au théâtre des Folies-Dramatiques
27 juillet : Le Terrible Savoyard, folie-vaudeville des Frères Cogniard et Monsieur Choler, au théâtre du Palais-Royal
12 août : La Chatte Blanche, féérie des Frères Cogniard, au Théâtre-National
27 août : Le Trou des Lapins, vaudeville des Frères Cogniard, au théâtre du Palais-Royal
12 octobre : Prunes et Chinois, vaudeville des Frères Cogniard et Monsieur Choler, au théâtre des Folies-Dramatiques
25 décembre : Masséna, l'Enfant chéri de la Victoire, drame militaire des Frères Cogniard, au Théâtre-National